# Кошелёк

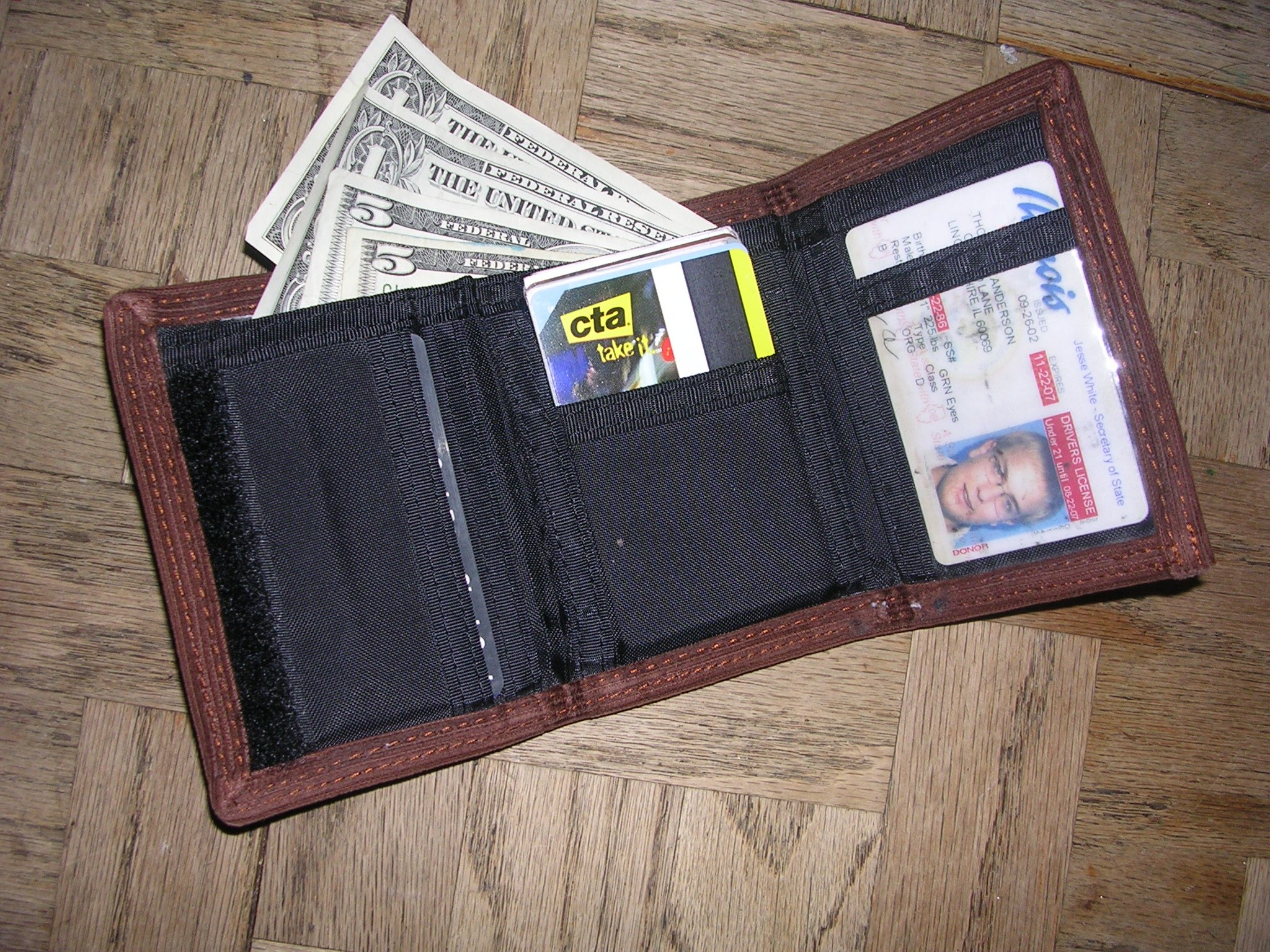

Кошелёк, коше́ль, бума́жник (от ст.-слав. кошель — мягкая продолговатая сумка с затягивающейся горловиной; жарг. лопатник, лопата) — небольшой полый или плоский предмет (изначально мешочек, мошна), чаще всего из кожи или ткани, предназначенный для ношения денег. Часто называлось также портмоне (фр. porte-monnaie).

## Разновидности

На клепке

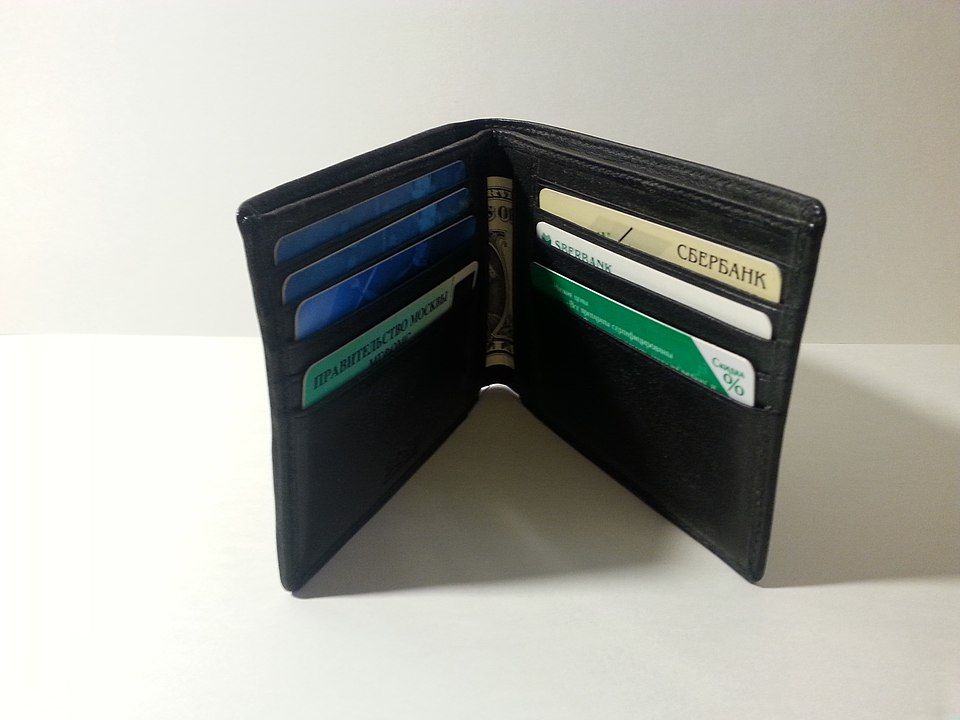
Двойного сложения

С откидным карманом

1. Собственно кошелёк. Небольшая сумочка с металлическими или пластиковыми застёжками, с одним или двумя отделениями для бумажных денег и монет. Носится в кармане, портфеле, сумке.[источник не указан 3181 день]
2. Бумажник для нагрудного кармана (Breast wallet). Портмоне довольно большого размера, в котором носят банкноты не сгибая. Имеет несколько отделений для купюр и кармашки для пластиковых карт. Носить его следует во внутреннем нагрудном кармане пиджака либо в портфеле. Предпочтителен для людей, носящих одежду классического стиля.
3. Бумажник двойного сложения (Bi-fold wallet). Стандартный, очень популярный вид бумажника, в котором купюры сложены пополам. Состоит из нескольких отделений для банкнот и пластиковых карт. Иногда имеется дополнительное отделение для монет. Подходит для ношения как с классической одеждой, так и с одеждой стиля casual.
4. Бумажник тройного сложения (Tri-fold wallet). Бумажник с 2 сгибами. Не предназначен для ношения большого количества купюр, так как сильно деформируется при наличии таковых. Отделения для пластиковых карт имеют вертикальную компоновку.
5. Зажим для купюр, зажим для денег (Money clip). Альтернатива бумажнику, если нет пиджака или верхней одежды, в карманы которых обычно кладется бумажник. Металлический зажим обычно изготавливают из нержавеющей стали. Не имеет отделений для пластиковых карт и монет.
6. Кардхолдер с зажимом для купюр (Front pocket wallet) — металлический зажим для банкнот, который крепится к кожаному чехлу для кредитных карт. Используется для ношения бумажных купюр и пластиковых карт, Отделение для монет отсутствует.
7. Монетница — отдельный кошелёк, имеющий отделение для монет.

По типу закрывания бумажники могут отличаться:
1. Классический. Портмоне и не закрывается вовсе, а «захлопывается» как книга, и две его части (актуально для Tri-fold), под собственным весом и жесткостью кожи, остаются в закрытом положении;
2. Кнопка. Хлястик с кнопкой обеспечивает более надежное закрытие, нежели «классика», однако кошелёк с хлястиком дольше открывается;
3. Магнит. Аналогично «кнопочному» закрыванию, в таком случае в двух половинках кошелька находится магниты, которые и удерживают его в закрытом положении;
4. Молния. Застежка на молнии присуща кошелькам, а не портмоне, и обеспечивает самое надежное закрытие. Молния редко встречается в мужских кошельках и присуща больше женским аксессуарам;
5. Резинка. Актуально для бумажников тройного сложения, когда на одной из крайних «половинок» есть жесткая резинка которая и фиксирует бумажник в закрытом положении.
6. Текстильная застёжка. Очень распространена среди текстильных кошельков, чаще в молодёжных и детских моделях.

## История
Можно предположить, что раньше всех хранить в специальных мешочках деньги начали жители Лидии (на территории современной Турции), которые примерно в 640—630 годах до нашей эры научились чеканить круглые монеты из сплава золота и серебра. Но в более или менее современном виде кошельки появились довольно поздно, уже в эпоху Возрождения.
В XVII веке был создан специальный кошелек, который получил название «кошелек для скупого». У него была очень сложная застежка, которая усложняла его открытие, тем самым отбивая желание открывать его слишком часто. Были также отдельные кошельки, созданные специально для мелочи. Их носили, для того, чтобы подавать милостыню. Часто такие кошельки украшались специальными надписями. Такие кошельки также часто называли «Кошельками милосердия». Существовало некое суеверие, связанное с тем, что если нищему подавать деньги из своего кошелька, то денег не будет и у того, кто помогает. Поэтому возможно это и было еще одной причиной создания для этих целей отдельного кошелька. Деньги в него старались помещать, не считая их.
Вначале «Кошельки милосердия» выглядели как обычные кожаные кошельки. Где-то с XVIII века их стали изготавливать из различных материалов — бисера, металла, керамики. Кошелек в виде сердца стал символом того, что человек подает бедным от всего сердца, если кошелек был в виде семечка это означало, что деньги — это семена милосердия. На этих кошельках часто можно было встретить символичные надписи: «Дар принял тот, кто достойному дал», «Скупой богач беднее нищего», «Одною рукой собирай, а другой раздавай», «Если хочешь иметь — отдавай», «Дорога милостыня во время скудости», «Просит убогий, а подаешь Богу», «Милостивому человеку и Бог подает», «Суд без милости не сотворившему милости».
Такие кошельки для подаяний перестали изготавливаться после 1917 года.

### Древняя Русь (с XI века)
Кошельки появились на Руси начиная с XI века (прототип современного кошелька найден в Новгороде). Представлял собой тканевую мошну, стянутую в верхней части специальным шнурком, что препятствовало потере не только крупных монет, но и мелких. Помимо денежного инвентаря в кошелек вмещались и всевозможная атрибутика: складные весы для малых взвешиваний с гирьками, позволявшие владельцу кошелька принимать в качестве платы за товар драгоценные металлы и камни.
Считается, что сумочки-мешочки небольшого размера были завезены с Востока. Они были нужны для хранения разных мелочей. Владелица кошелька декорировала его в зависимости от своих предпочтений. Мужские кошельки не отличались особыми украшениями, зато были вместительными. Вначале их пытались крепить на пояс, но это было небезопасно и могло служить поводом для ограбления. Тогда кошельки все чаще стали прятать в брюки или в жилеты.

### Средневековая Европа
Появление первых кошельков — омоньеров — относят к XII веку. Омоньеры представляли собой мешочки для денег из кожи или холста и прикреплялись на шнурках к поясу. Кроме ношения денег использовались ношения личных вещей, хранения религиозных реликвий, печатей для документов и т. д.
Существует предположение, что европейцы носили деньги и важные бумаги — в шляпах или сапогах.

### Древний Китай и Япония
В древнем Китае и Японии использовались монеты с отверстиями, а роль кошелька играл кожаный или шёлковый шнурок.